# Frank Otto (Medienunternehmer)

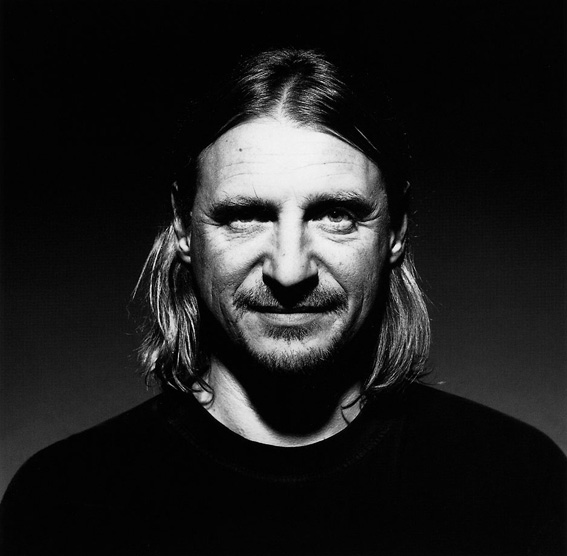
Frank Otto (2004)

Frank Otto (* 7. Juli 1957 in Hamburg) ist ein deutscher Medienunternehmer. Über die Frank Otto Medienbeteiligungs GmbH & Co.KG ist er an verschiedenen Privatradio- und Privatfernsehsendern beteiligt.

## Biographie
Frank Otto ist nach Ingvild und Michael Otto das dritte von fünf Kindern von Multimilliardär Werner Otto, Gründer des Otto-Versands. Er machte eine Ausbildung zum Restaurator für Papier und Grafik am Hamburger Museum für Kunst und Gewerbe und studierte Bildende Kunst an der Muthesius Kunsthochschule Kiel in der Klasse von Harald Duwe. Danach war er als Musiker und Musikproduzent aktiv (Bands: Otto Dox & die Reformierten  bzw.  Otto Dox & die Reformisten (der Name war umstritten, Auftritte beim Hamburger Hafengeburtstag), City Nord, Goya). 1987 gründete er mit Rolf Baierle (Musikverleger) und Klaus Schulz (Herausgeber Magazin OXMOX) OK Radio, den zweiten Hamburger Privatradiosender (heute HAMBURG ZWEI) und ist dort bis heute Mehrheitsgesellschafter. 1993 war er Mitbegründer von VIVA. 1995 gründete er mit Hamburg 1 einen der ersten privaten regionalen Fernsehsender in Deutschland. Unter anderem ist er an den schleswig-holsteinischen Radiosendern delta radio und Radio NORA sowie Kiss FM (Berlin), Energy Sachsen und den Internetanbietern RauteMusik und Laut.de/Laut.fm beteiligt.
Von 1999 bis 2003 war er Herausgeber der Hamburger Morgenpost; mit Hans Barlach hatte Otto 1999 die City-Boulevard Beteiligungs GmbH und Co. KG gegründet.
Im Juni 2004 sicherte Otto mit einer Bürgschaft über 600.000 Euro dem FC St. Pauli die Lizenz für die Regionalligasaison 2004/05.
Auf der Expo 2005 in Aichi, Japan, wurde erstmals sein Musik- und Multimediaprojekt TRIP – Remix Your Experience vorgestellt. Seine hierfür gegründete Produktionsfirma Ferryhouse wurde 2007 zum Musik- und Filmlabel weiterentwickelt. Im selben Jahr stellte sich die von ihm mitbegründete Xounts AG als offizieller Partner der IFA dem Handel vor. Seit 2008 war er am Aufbau der Radiopark Gruppe beteiligt, die er am 15. März 2023 wieder verließ. Im Frühjahr 2009 wurde von ihm die Untitled – Verlag und Agentur mitbegründet. Über Loreley Venue Management ist Otto seit 2010 an Umbaumaßnahmen und einer Wiederbelebung der Freilichtbühne Loreley beteiligt. Im Jahr 2011 begleitete er Hamburg als Umwelthauptstadt mit seinem Sender greencapital.tv. 2017 nahm Frank Otto mit seiner damaligen Lebensgefährtin Nathalie Volk an der Reality Show Goodbye Deutschland teil. Ursprünglich wollte er damit auf seine Meeresstiftung hinweisen, erntete dafür jedoch Kritik, da Fans einen Widerspruch zur ursprünglichen Idee der Reality Show sahen. Seit Januar 2019 beschäftigt ihn auch der Aufbau der CannaCare Health GmbH. Sein Engagement für Cannabidiol-Produkte weitete er im März 2025 durch die Übernahme von Nordic Oil in seine Can(n)Ivest Holding GmbH zum größten CBD Anbieter aus.
Im September 2021 veröffentlichte Frank Otto bei Edel Books seine Biografie mit dem Titel Sinn und Eigensinn. Ein Jahr später wird u. a. Frank Otto in Aussergewöhnlich Erfolgreich von Thomas Klußmann und Christoph J. F. Schreiber vorgestellt. Ebenfalls im Herbst 2022 übernahm er mit Jürgen Hunke den damals zahlungsunfähigen Stadtfernsehsender Hamburg 1 und übernahm 50 Prozent der Anteile an der KG Hamburg 1 Fernsehen Beteiligung GmbH & Co. Er trug damit zur Rettung des Senders bei. Mitte Januar 2023 verkauften die beiden ihre Anteile an dem Sender an ein Berliner Unternehmen.
Otto ist Vorstand der Johannes Schuetze Vertriebs AG. 2023 initiierte er in dieser Position über Bundeskanzler Olaf Scholz ein Geschäft mit Nigeria über den Import von Erdgas mit einem Handelsvolumen von 5 Milliarden Euro.

## Privatleben
Bis 2001 war Otto mit der Moderatorin Sandra Maahn verheiratet. Sie haben zwei Kinder. Ebenfalls zwei Kinder hat Otto aus der folgenden Ehe mit Stefanie Volkmer, die 2008 geschlossen wurde. Das Paar ließ sich im Januar 2018 scheiden. Von 2015 bis 2020 und seit 2022 führt er eine Beziehung mit dem 40 Jahre jüngeren Model Nathalie Volk.

## Ehrenamtliches Engagement
Seit 1993 ist Frank Otto im Vorstand des Hamburger Presseclub aktiv. Etwa zur gleichen Zeit begann sein Engagement im Kuratorium von Hamburg Leuchtfeuer, wofür er im Jahre 2004 auch den Grundstein der Leuchtfeuer Stiftung legte. Er war Mitinitiator des Beatles-Platzes und im August 2008 war er Mitbegründer der Stiftung Popkurs. Als erster Vorsitzender engagiert er sich bei Hamburg Hoch 11 für die Hamburger Klimawoche, als Beiratsmitglied für die Clubstiftung, die IHM Interessengemeinschaft Hamburger Musikwirtschaft,  die Millerntor Gallery, im Kuratorium der EBC Hochschule und im Ausschuss für Medien- und Kreativwirtschaft der Handelskammer Hamburg, als Gesellschafter in der gemeinnützigen GmbH Kunsthaus Hamburg, als Unterstützer beim Kulturpalast Hamburg und als Botschafter beim World Future Council, im Vorstand der Luca-Stiftung, sowie als Förderer der ersten Stunde bei Lesen ohne Atomstrom, millionways, Deutsche Meeresstiftung, Hamburg Media School und Viva con Agua.

## Vermögen
Das Wirtschaftsmagazin Forbes schätzte Frank Ottos Vermögen im Jahr 2018 auf 1,1 Milliarden US-Dollar. Schätzungen anderer Magazine belaufen sich auf etwa 900 Millionen Euro.

## Ehrungen
- 2013: Verdienstkreuz am Bande der Bundesrepublik Deutschland.[48]